# Italie aux Jeux olympiques
La participation de l'Italie aux Jeux olympiques débute en 1896 lors des premiers Jeux de l'ère moderne à Athènes. Depuis elle a participé à toutes les éditions des Jeux, en été et en hiver. L'Italie a été le pays hôte des Jeux olympiques à trois reprises : elle a accueilli d'abord les Jeux d'hiver de 1956 à Cortina d'Ampezzo, puis ceux de la 17e olympiade en 1960 à Rome, ses premiers et uniques Jeux d'été, puis de nouveau ceux d'hiver de 2006 à Turin.
Les athlètes italiens ont remporté 738 médailles : 255 en or, 224 en argent et 259 en bronze. Les disciplines qui ont rapporté le plus grand nombre de médailles au pays sont l'escrime pour les Jeux olympiques d'été et le ski de fond pour les Jeux olympiques d'hiver. Les athlètes italiens participent aux Jeux grâce au Comité national olympique italien qui sélectionne les sportifs pouvant concourir aux Jeux d'hiver et d'été. Les Jeux sont diffusées en italien par la RAI et par SKY Italia.

## Comité international olympique
Le Comité olympique italien ou Comitato Olimpico Nazionale Italiano (CONI) a été fondé en 1908 et reconnu en 1913 par le CIO.

## Jeux olympiques d'hiver

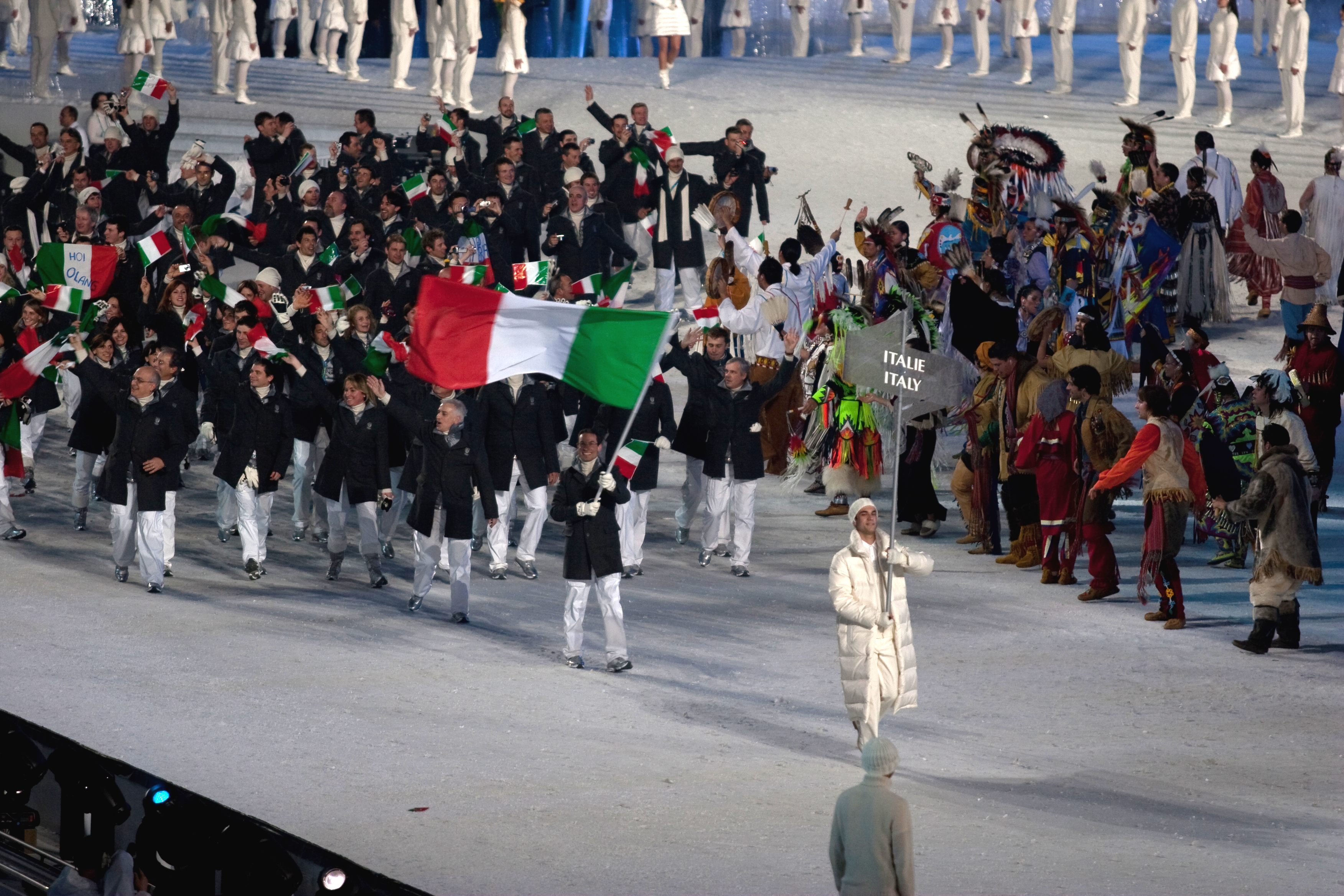
Ceremonie olympique de 2010

### Sotchi 2014
L'Italie remporte huit médailles à Sotchi mais aucune en or. Christof Innerhofer obtient deux médailles en ski alpin, une en argent sur la descente et une en bronze en super combiné. Le short-track est le principal pourvoyeur de médailles pour l'Italie. Arianna Fontana termine deuxième du 500 m et troisième du 1 500 m et remporte en compagnie de Lucia Peretti, Martina Valcepina et Elena Viviani la médaille de bronze du relais. Armin Zöggeler remporte sa sixième médaille olympique depuis ses débuts en 1994 en accrochant la troisième place en luge monoplace. Dorothea Wierer, Karin Oberhofer, Dominik Windisch et Lukas Hofer termine sur la troisième marche du podium du relais mixte en biathlon et Carolina Kostner ramène à l'Italie la première médaille de son histoire en patinage artistique, il s’agit d'une médaille de bronze. Cela faisait trente-quatre ans que l'Italie n'était pas revenue sans titre olympique des Jeux d'hiver, elle termine vingt-deuxième au tableau des médailles ce qui est le plus mauvais classement de son histoire.

## Tableau des médailles

### Par année

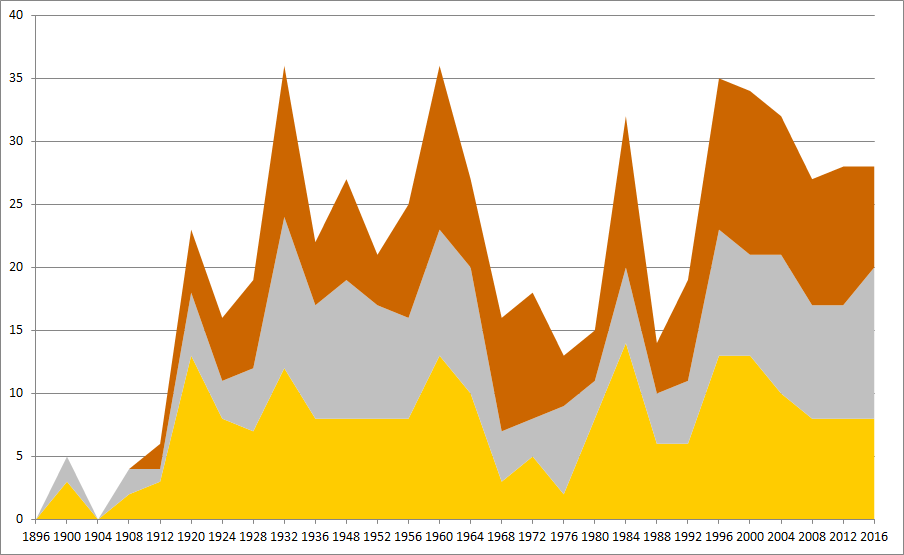
Graphique montrant l'évolution du nombre de médailles glanées par l'Italie aux Jeux Olympiques d'été de 1896 à 2016.

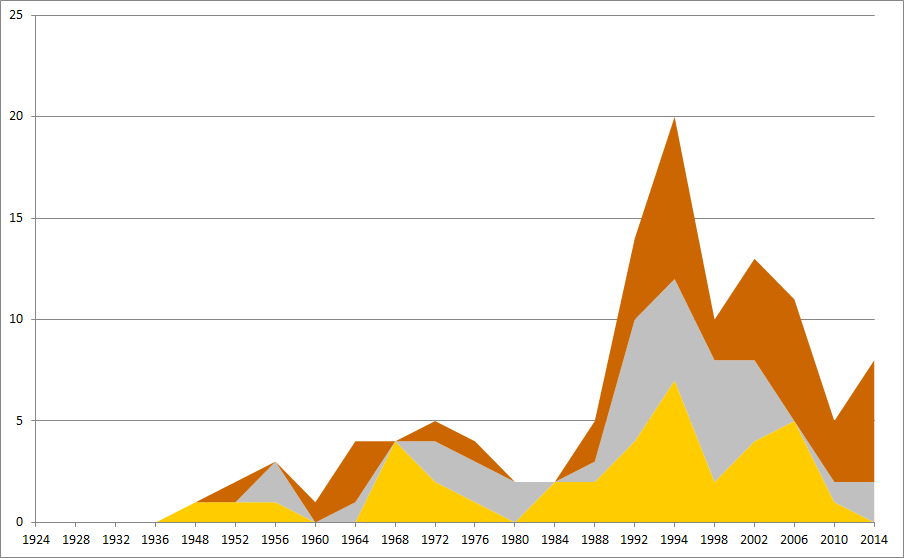
Graphique montrant l'évolution du nombre de médailles glanées par l'Italie aux Jeux Olympiques d'hiver de 1924 à 2014.

| Année            | Athlètes | Médaille d'or, Jeux olympiques | Médaille d'argent, Jeux olympiques | Médaille de bronze, Jeux olympiques | Total | Rang |
| Athènes 1896     | 1        | 0                              | 0                                  | 0                                   | 0     | -    |
| Paris 1900       | 24       | 3                              | 2                                  | 0                                   | 5     | 8e   |
| Saint-Louis 1904 | 1        | 0                              | 0                                  | 0                                   | 0     | -    |
| Londres 1908     | 68       | 2                              | 2                                  | 0                                   | 4     | 9e   |
| Stockholm 1912   | 61       | 3                              | 1                                  | 2                                   | 6     | 11e  |
| Anvers 1920      | 174      | 13                             | 5                                  | 5                                   | 23    | 7e   |
| Paris 1924       | 200      | 8                              | 3                                  | 5                                   | 16    | 5e   |
| Amsterdam 1928   | 174      | 7                              | 5                                  | 7                                   | 19    | 5e   |
| Los Angeles 1932 | 112      | 12                             | 12                                 | 12                                  | 36    | 2e   |
| Berlin 1936      | 243      | 8                              | 9                                  | 5                                   | 22    | 4e   |
| Londres 1948     | 213      | 8                              | 11                                 | 8                                   | 27    | 5e   |
| Helsinki 1952    | 231      | 8                              | 9                                  | 4                                   | 21    | 5e   |
| Melbourne 1956   | 129      | 8                              | 8                                  | 9                                   | 25    | 5e   |
| Rome 1960        | 280      | 13                             | 10                                 | 13                                  | 36    | 3e   |
| Tokyo 1964       | 168      | 10                             | 10                                 | 7                                   | 27    | 5e   |
| Mexico 1968      | 167      | 3                              | 4                                  | 9                                   | 16    | 13e  |
| Munich 1972      | 224      | 5                              | 3                                  | 10                                  | 18    | 10e  |
| Montréal 1976    | 210      | 2                              | 7                                  | 4                                   | 13    | 14e  |
| Moscou 1980      | 159      | 8                              | 3                                  | 4                                   | 15    | 5e   |
| Los Angeles 1984 | 268      | 14                             | 6                                  | 12                                  | 32    | 5e   |
| Séoul 1988       | 253      | 6                              | 4                                  | 4                                   | 14    | 10e  |
| Barcelone 1992   | 304      | 6                              | 5                                  | 8                                   | 19    | 12e  |
| Atlanta 1996     | 340      | 13                             | 10                                 | 12                                  | 35    | 6e   |
| Sydney 2000      | 361      | 13                             | 8                                  | 13                                  | 34    | 7e   |
| Athènes 2004     | 364      | 10                             | 11                                 | 11                                  | 32    | 8e   |
| Pékin 2008       | 344      | 8                              | 9                                  | 10                                  | 27    | 9e   |
| Londres 2012     | 285      | 8                              | 9                                  | 11                                  | 28    | 8e   |
| Rio 2016         | 314      | 8                              | 12                                 | 8                                   | 28    | 9e   |
| Tokyo 2020       | 372      | 10                             | 10                                 | 20                                  | 40    | 10e  |
| Total            | 6663     | 217                            | 188                                | 213                                 | 618   |      |

| Année                       | Athlètes | Médaille d'or, Jeux olympiques | Médaille d'argent, Jeux olympiques | Médaille de bronze, Jeux olympiques | Total | Rang |
| Chamonix 1924               | 23       | 0                              | 0                                  | 0                                   | 0     | -    |
| Saint-Moritz 1928           | 13       | 0                              | 0                                  | 0                                   | 0     | -    |
| Lake Placid 1932            | 12       | 0                              | 0                                  | 0                                   | 0     | -    |
| Garmisch-Partenkirchen 1936 | 40       | 0                              | 0                                  | 0                                   | 0     | -    |
| Saint-Moritz 1948           | 57       | 1                              | 0                                  | 0                                   | 1     | 10e  |
| Oslo 1952                   | 33       | 1                              | 0                                  | 1                                   | 2     | 6e   |
| Cortina d'Ampezzo 1956      | 65       | 1                              | 2                                  | 0                                   | 3     | 8e   |
| Squaw Valley 1960           | 28       | 0                              | 0                                  | 1                                   | 1     | 14e  |
| Innsbruck 1964              | 61       | 0                              | 1                                  | 3                                   | 4     | 12e  |
| Grenoble 1968               | 52       | 4                              | 0                                  | 0                                   | 4     | 4e   |
| Sapporo 1972                | 44       | 2                              | 2                                  | 1                                   | 5     | 8e   |
| Innsbruck 1976              | 58       | 1                              | 2                                  | 1                                   | 4     | 10e  |
| Lake Placid 1980            | 46       | 0                              | 2                                  | 0                                   | 2     | 13e  |
| Sarajevo 1984               | 74       | 2                              | 0                                  | 0                                   | 2     | 10e  |
| Calgary 1988                | 58       | 2                              | 1                                  | 2                                   | 5     | 10e  |
| Albertville 1992            | 107      | 4                              | 6                                  | 4                                   | 14    | 6e   |
| Lillehammer 1994            | 104      | 7                              | 5                                  | 8                                   | 20    | 4e   |
| Nagano 1998                 | 113      | 2                              | 6                                  | 2                                   | 10    | 10e  |
| Salt Lake City 2002         | 112      | 4                              | 4                                  | 5                                   | 13    | 7e   |
| Turin 2006                  | 185      | 5                              | 0                                  | 6                                   | 11    | 9e   |
| Vancouver 2010              | 114      | 1                              | 1                                  | 3                                   | 5     | 16e  |
| Sotchi 2014                 | 113      | 0                              | 2                                  | 6                                   | 8     | 22e  |
| Pyeongchang 2018            | 121      | 3                              | 2                                  | 5                                   | 10    | 12e  |
| Pékin 2022                  | 118      | 2                              | 7                                  | 8                                   | 17    | 13e  |
| Total                       | 1623     | 42                             | 43                                 | 56                                  | 141   |      |

### Par sport
| Place | Sport              | Médaille d'or, Jeux olympiques | Médaille d'argent, Jeux olympiques | Médaille de bronze, Jeux olympiques | Total |
| 1     | Escrime            | 49                             | 46                                 | 35                                  | 130   |
| 2     | Athlétisme         | 24                             | 15                                 | 26                                  | 65    |
| 3     | Cyclisme           | 35                             | 16                                 | 12                                  | 63    |
| 4     | Boxe               | 15                             | 15                                 | 18                                  | 48    |
| 5     | Aviron             | 11                             | 14                                 | 16                                  | 41    |
| 6     | Tir                | 16                             | 16                                 | 11                                  | 43    |
| 7     | Gymnastique        | 14                             | 7                                  | 11                                  | 32    |
| 8     | Équitation         | 7                              | 9                                  | 7                                   | 23    |
| 9     | Lutte              | 7                              | 4                                  | 11                                  | 22    |
| 10    | Natation           | 5                              | 7                                  | 17                                  | 29    |
| 11    | Canoë-Kayak        | 6                              | 7                                  | 4                                   | 17    |
| 12    | Haltérophilie      | 5                              | 5                                  | 7                                   | 17    |
| 13    | Voile              | 4                              | 3                                  | 8                                   | 15    |
| 14    | Judo               | 4                              | 4                                  | 9                                   | 17    |
| 15    | Plongeon           | 3                              | 5                                  | 3                                   | 11    |
| 16    | Water polo         | 4                              | 3                                  | 3                                   | 10    |
| 17    | Pentathlon moderne | 2                              | 2                                  | 3                                   | 7     |
| 18    | Tir à l'arc        | 2                              | 3                                  | 4                                   | 9     |
| 19    | Volley-ball        | 0                              | 3                                  | 3                                   | 6     |
| 20    | Taekwondo          | 2                              | 1                                  | 1                                   | 4     |
| 21    | Football           | 1                              | 0                                  | 2                                   | 3     |
| 22    | Basket-ball        | 0                              | 2                                  | 0                                   | 2     |
| 23    | Beach-volley       | 0                              | 1                                  | 0                                   | 1     |
| 24    | Tennis             | 0                              | 0                                  | 1                                   | 1     |
| Total | Total              | 217                            | 188                                | 213                                 | 618   |

| Place | Sport               | Médaille d'or, Jeux olympiques | Médaille d'argent, Jeux olympiques | Médaille de bronze, Jeux olympiques | Total |
| 1     | Ski de fond         | 9                              | 14                                 | 13                                  | 36    |
| 2     | Ski alpin           | 14                             | 11                                 | 11                                  | 36    |
| 3     | Luge                | 7                              | 4                                  | 7                                   | 18    |
| 4     | Bobsleigh           | 4                              | 4                                  | 4                                   | 12    |
| 5     | Short-track         | 3                              | 6                                  | 6                                   | 15    |
| 6     | Biathlon            | 0                              | 1                                  | 6                                   | 7     |
| 7     | Patinage de vitesse | 2                              | 1                                  | 4                                   | 7     |
| 8     | Snowboard           | 1                              | 2                                  | 2                                   | 5     |
| 9     | Patinage artistique | 0                              | 0                                  | 2                                   | 2     |
| 10    | Skeleton            | 1                              | 0                                  | 0                                   | 1     |
| 11    | Skeleton            | 1                              | 0                                  | 0                                   | 1     |
| 12    | Combiné nordique    | 0                              | 0                                  | 1                                   | 1     |
| Total | Total               | 42                             | 43                                 | 56                                  | 141   |

## Sportifs les plus médaillés
Le record du nombre de médailles pour un athlète italien est détenu par l'escrimeur Edoardo Mangiarotti qui a remporté treize médailles.
Avec dix médailles, la fondeuse Stefania Belmondo est la sportive italienne la plus médaillée aux Jeux olympiques.
| Nom                        | Sport              | Jeux                     | Médaille d'or, Jeux olympiques | Médaille d'argent, Jeux olympiques | Médaille de bronze, Jeux olympiques | Total |
| Edoardo Mangiarotti        | Escrime            | 1936-1948-1952-1956-1960 | 6                              | 5                                  | 2                                   | 13    |
| Stefania Belmondo          | Ski de fond        | 1992-1994-1998-2002      | 2                              | 3                                  | 5                                   | 10    |
| Giulio Gaudini             | Escrime            | 1928-1932-1936           | 3                              | 4                                  | 2                                   | 9     |
| Giovanna Trillini          | Escrime            | 1992-1996-2000-2004-2008 | 4                              | 1                                  | 3                                   | 8     |
| Arianna Fontana            | Short-track        | 2006-2010-2014-2018      | 1                              | 2                                  | 5                                   | 8     |
| Valentina Vezzali          | Escrime            | 1996-2000-2004-2008      | 5                              | 1                                  | 1                                   | 7     |
| Gustavo Marzi              | Escrime            | 1928-1932-1936           | 2                              | 5                                  | 0                                   | 7     |
| Manuela Di Centa           | Ski de fond        | 1992-1994-1998           | 2                              | 2                                  | 3                                   | 7     |
| Nedo Nadi                  | Escrime            | 1912-1920                | 6                              | 0                                  | 0                                   | 6     |
| Giuseppe Delfino           | Escrime            | 1952-1956-1960-1964      | 4                              | 2                                  | 0                                   | 6     |
| Eugenio Monti              | Bobsleigh          | 1956-19641968            | 2                              | 2                                  | 2                                   | 6     |
| Raimondo D'Inzeo           | Équitation         | 1956-1960-1964-1972      | 1                              | 2                                  | 3                                   | 6     |
| Piero D'Inzeo              | Équitation         | 1956-1960-1964-1972      | 0                              | 2                                  | 4                                   | 6     |
| Oreste Puliti              | Escrime            | 1920-1924-1928           | 4                              | 1                                  | 0                                   | 5     |
| Giorgio Zampori            | Escrime            | 1912-1920-1924           | 4                              | 0                                  | 1                                   | 5     |
| Gabriella Paruzzi          | Ski de fond        | 1992-1994-1998-2002-2006 | 4                              | 0                                  | 1                                   | 5     |
| Klaus Dibiasi              | Plongeon           | 1964-1968-1972-1976      | 3                              | 2                                  | 0                                   | 5     |
| Alberto Tomba              | Ski alpin          | 1988-1992-1994           | 3                              | 2                                  | 0                                   | 5     |
| Antonio Rossi              | Canoë-kayak        | 1992-1996-2000-2004      | 3                              | 1                                  | 1                                   | 5     |
| Giancarlo Cornaggia Medici | Escrime            | 1928-1932-1936           | 3                              | 1                                  | 1                                   | 5     |
| Manlio Di Rosa             | Escrime            | 1936-1948-1952-1956      | 2                              | 2                                  | 1                                   | 5     |
| Carlo Massullo             | Pentathlon moderne | 1984-1988-1992           | 1                              | 2                                  | 2                                   | 5     |
| Silvio Fauner              | Ski de fond        | 1992-1994-1998           | 1                              | 2                                  | 2                                   | 5     |
| Franco Menichelli          | Gymnastique        | 1960-1964                | 1                              | 1                                  | 3                                   | 5     |
| Marco Albarello            | Ski de fond        | 1992-1994-1998           | 1                              | 3                                  | 1                                   | 5     |